# Bo Kaiser
Bo Kaiser, född 6 mars 1930 i Stockholm, död 25 september 2021, var en svensk seglare. Han tävlade för KSSS.
Kaiser tävlade för Sverige vid olympiska sommarspelen 1964 i Tokyo, där han seglade som rorsman. På båten Kuling III fanns även klubbkamraterna från KSSS, Arne Settergren och Styrbjörn Holm och de slutade på 14:e plats i drake.